# Топчий, Владимир Николаевич
Владимир Николаевич Топчий (1954 г.р.) — Заслуженный работник культуры Украины, с 2007 по 2016 год член совета директоров зоопарков Европы (EAZA), Президент Ассоциации зоопарков Украины, член Международного союза специалистов по охране животного мира IUCN  CBSG, лауреат Почётной награды «За заслуги перед містом Миколаїв»,награда Николаевского областного совета I и II созыва, кавалер ордена Святого Николая Чудотворца III степени, медали за заслуги перед Украинской православной церковью, лауреат Международной премии им. Генри Форда, лауреат премии Евразийской региональной ассоциации зоопарков и аквариумов им. С. М. Кудрявцева. Горожанин года 2001 в номинации «Культура», депутат городского совета IV, VI  и VIII созывов. Директор Николаевского зоопарка.

## Биография
Владимир Николаевич Топчий родился 6 марта 1954 года в городе Николаеве (Николаев (Николаевская область)). Женат на Бондаренко Татьяне Григорьевне, 1957 года рождения, заведующей отделом хищных животных, которая работает в зоопарке с 1974 года. Сын — Топчий Дмитрий Владимирович, 1985 года рождения. Работает в КП Николаевэлектротранс. Отец — Топчий Николай Семенович, мать — Петрова Зоя Федоровна — участники ВОВ — боевых действий. Николай Семёнович Топчий 36 лет проработал в уголовном розыске города Николаева. Стоял у истоков служебного собаководства. Принимал участие в двух легендарных шлюпочных походах Динамо: Николаев — Киев и Николаев — Москва в 30-х годах прошлого века. Награждён «Орденом Ленина», «Боевого Красного Знамени», медалью «За боевые заслуги» и многими другими наградами.
В Николаевский зоопарк В. Н. Топчий пришёл юннатом в 1965 году. С 1978 года постоянно в нём работает. Работал в должностях экскурсовода, лектора, научного сотрудника, заведующего отделами приматов и хищных животных. Без отрыва от производства закончил в 1987 году биологический факультет Всесоюзного сельскохозяйственного института (г. Балашиха, Московской области) по специальности биолог-охотовед. В течение 10 лет занимал должность заместителя директора по зооветеринарной части. С 2002 года работает директором зоопарка.

## Деятельность
Деятельность Владимира Николаевича Топчего посвящена проблемам возрождения и сохранения культуры Николаева, воспитанию подрастающего поколения, пропаганде историко-художественных и естественно-научных знаний о прошлой и современной жизни города и Украины. Зоопарк тесно сотрудничает с учебными учреждениями, учащиеся и студенты проходят в нем практику. Николаевский зоопарк единственный среди зоопарков Украины принят во Всемирную Ассоциацию зоопарков и аквариумов (WAZA) и является представителем Украины в этой организации. Зоопарк принимает участие в 52 европейских программах разведения редких видов. С 2002 года в зоопарке реконструировано и построено около 30 новых современных экспозиций для животных. Топчий В. Н. является персональным членом CBSG (Международного союза специалистов по сохранению редких видов) Нью-Йорк.
В 1987 году В. Н. Топчий создал в зоопарке музей истории Николаевского зоопарка . Это первый подобный музей в зоопарках ЕАРАЗА. В нём собрано свыше двух тысяч экспонатов. Особый раздел музея посвящён основателю зоопарка, городскому голове Николаю Павловичу Леонтовичу . В 2001 году состоялось открытие памятника Н. П. Леонтовичу . В 2003 году его имя присвоено площади перед зоопарком. Инициатором данного проекта был Владимир Николаевич Топчий.
В 2003 году Николаевский зоопарк получил «Хрустальный Рог изобилия» от Международного Академического рейтинга «Золотая Фортуна». В 2004 году Николаевский зоопарк стал победителем в 1 Всеукраинском конкурсе «100 лучших товаров и услуг» за услуги, предоставляемые населению. Внёс значительный вклад в подготовку и проведение международных конференций в связи с столетием и стодесятилетием Николаевского зоопарка.
Владимир Топчий является автором многих научных и научно-популярных статей и книг о животных и о зоопарке («Вокруг света за полдня», «Мой Леонтович», фотоальбом «Мы с тобой одной крови»). Автор проекта книги «Под сенью Маугли и Багиры» , автор поэтического зборника "Мелодия сверчка".

## Признание и награды
- 1999 год — Лауреат Международного фонда имени Генри Форда (США) за пропаганду естественно-научных знаний.
- 2001 год — Награждён грамотой Министерства культуры Украины.
- 2001 год — Удостоен звания «Горожанин года» в номинации «Культура» в общегородской программе «Человек года, горожанин года».
- 2003 год — Член оргкомитета общегородской программы «Человек года, горожанин года».
- 2005 год — Награждён Почетной грамотой городского головы г. Николаева.
- 2005 год — Благодарностью от Государственной службы туризма и курортов, а также медалью «10 лет независимости Украины».
- 2006 год — За участие в установке памятника Святому Николаю В.Топчий награждён Митрополитом Киевским и всей Украины Блаженнейшим Владимиром медалью «Равноапостольного Князя Владимира».
- 2008 год — Награждён Нагрудным знаком «За заслуги перед містом Миколаїв».
- 2009 год — Указом Президента Украины Владимиру Николаевичу Топчему присвоено Государственное звание «Заслуженный работник культуры Украины».
- 2012 год — Решением Совета Евро-Азиатской Региональной Ассоциации Зоопарков и Аквариумов Владимир Топчий был награждён Премией ЕАРАЗА имени С. М. Кудрявцева «За большой вклад в развитие зоопарковского дела».
- 2014 год — Избран Президентом Украинской Ассоциации Зоопарков и Аквариумов.
- 2014 год — Награждён Грамотой и нагрудным знаком Верховной Рады Украины «За заслуги перед Украинским народом».
- 2016 год — Лауреат областной премии им. Николая Аркаса.
- 2017 год — Награждён почетным знаком "За развития социального партнёрства".
- 2018 год — Награждён почетным знаком "Зірка Культури Миколаєва".
- 2018 год — Награждён отличием "За заслуги перед Миколаївщиною" II степени.
- 2021 год — Награждён отличием "За заслуги перед Миколаївщиною" I степени.
- 2021 год — Награждён  знаком "30 років Незалежності України".
- 2023 год  — Награждён почетным знаком, лауреат конкурса " Українська мова-мова єднання".

## Работы
- Мой Леонтович/В. Н. Топчий. Завтрак у городского головы: Драма в 2 ч./Н. А. Троянов. — 2006.
- Мы с тобой одной крови/Владимир Николаевич Топчий, В. Климов. — 2010.
- «По тропинкам Маугли»: праздники и научно-просветительские программы. «Животные лечат»: опыт зоотерапии в зоопарке/гл. ред. и отв. за віп. В. Н. Топчий; ред.-сост. Н. Н. Гиболенко и др. — 2009.
- «Вокруг света за полдня». Топчий В. — 2006.
- Николаевский зоопарк в фотографиях и документах. Топчий В. - 2020.